# Associated Press
Associated Press je američka novinska agencija koja je nastala 1848. sredstvima šest novinskih listova iz New Yorka.

## Povijest
- 1847. David Hale, izdavač iz Journal of Commerce, susreće Jamesa Gordona Bennetta, izdavača iz New York Heralda. Njih dvoje slažu se da udruže trud i da zajedničkim snagama pruže širi pregled svjetskih događaja.

- 1848. Osnivanje AP-a datira iz svibnja 1848. kada je Haleov trud kulminirao na sastanku s deset ljudi koji su reprezentirali šest njujorških izdavača novina u uredima New York Suna. Horace Greeley, urednik New York Tribunea, također je bio osnivač AP-a.

- 1849. Daniel Craig otvara prvi prekomorski ured u Halifaxu, Nova Scotia, sa zadatkom da dočekuje brodove koji stižu iz Europe. To omogućuje AP-u da telegrafira priče novinama prije nego brodovi uplove u New York.

- 1858. Prva vijest iz Europe stiže direktno uz pomoć prekooceanskog kabla. Adresiran na AP, kabel sadrži 42 riječi koje rezimiraju pet priča.

- 1861. Grupe AP-ovih reportera odaslane su da prate događaje iz Američkog građanskog rata, prvog sukoba koji su pratile novine i jedne i druge strane. Novinari su bili suočeni s cenzurom, pa su svoje radove potpisivali s anonimnim potpisom: «Od agenta Associated Pressa.»

- 1875. Unatoč prigovorima Western Uniona, AP uvodi svoju prvu telegrafsku žicu, dugu 226 milja koja kruži između New Yorka, Philadelphije, Baltimorea i Washingtona i time omogućava AP-u da vijesti stižu brže i točnije.

- 1876. Mark Kellog ulazi u povijest kao prvi AP-ov dopisnik koji je poginuo na dužnosti.

- 1898. 1. listopada, dvoje novina na Kubi primaju AP-ov izvještaj od 6 000 riječi na dan, poslan kablom izravno iz New Yorka.

- 1899. AP koristi bežični telegraf Guglielma Marconija da izvijesti o Američkom kupu utrka na jahtama. To postaje prva vijest na novom telegrafu.

- 1900. Regionalna AP agencija stopila se s modernom, te se udružila u neprofitnu zajednicu u New Yorku. Meville E. Stone bio je prvi generalni direktor.

### Razdoblje od 1901. do 1950.
Moderna kooperativa raste
- 1904. Tokyo postaje baza za AP-ovo izvještavanje o Japansko-ruskom ratu.

- 1906. AP prva prenosi vijest o katastrofalnom potresu u San Franciscu ostatku svijeta.

- 1913. Lorena Hickok se pridružuje Associated Pressu u dobi od 20 godina; postaje jedna od prvih uspješnih žena u novinarstvu. Neke od ostalih su Bess Furman, Ruth Cowan, Edith Lederer, Linda Deutsch, Thelma Lebrecht, Kelly Tunney…

- 1914. Uvođenje automatskog slagaćeg stroja na daljinsko upravljanje olakšava AP-u slanje riječi žicom od tastature do udaljenih printera.

- 1916. AP izravno prenosi utakmicu s terena između Brooklyn Nationals i Boston Red Soxa svojim novinskim članovima

- 1918. AP i njeni članovi udružili su resurse kako bi izvještavali o nacionalnim izborima, tj. predsjedničkoj utrci u SAD-u između predsjednika Woodrowa Wilsona i republikanca Charlesa Evansa Hughesa. Dva dana nakon izbora, AP objavila je Wilsonovu pobjedu.

- 1919. AP bila je pod ogromnim pritiskom da brzo izvještava o završetku Prvog svjetskog rata.

- 1920. AP počinje dostavljati vijesti prekomorskim novinskim organizacijama, nakon što je uprava sklopila ugovor s Europskim kartelom vijesti koji je imao ekskluzivna prava djelovanja u svojim kolonijama u Latinskoj Americi i drugdje.

- 1921. AP-ove vijesti prvi su puta emitirane na radiju. Vijest o predsjedničkoj utrci u kojoj je Warren Harding pobijedio Jamesa M. Coxa emitirane su na radiju KDKA u Pittsburghu.

- 1922. Simpson postaje prvi AP-ov pisac koji je dobio Pulitzerovu nagradu.

- 1925. AP prekida tradiciju anonimnosti nakon što je Kirke L. Simpson pisao o Nepoznatom Vojniku.

- 1927. Kent Cooper postaje prvi generalni direktor AP-a. AP zaključuje dogovor o razmjeni vijesti s Ruskom telegrafskom agencijom (ROSTA).

- 1931. AP poboljšava djelovanje koristeći fotografsku službu kako bi ilustrirala i proširila svoje izvještaje vijesti.

- 1932. Također se širi i u internacionalnom smislu, otvara podružnice u Europi: Associated Press GmbH u Berlinu i Associated Press Ltd. u Londonu.

- 1933. Oteti sin avijatičara Charlesa Lindbergha pronađen je mrtav u Hopewellu. AP-ovu novinaru Franku Jaimesonu dodjeljuje se Pulitzerova nagrada za predan rad tijekom jedanaestotjedne potrage za djetetom.

- 1935. «A» žica, AP-ova glavna žica za prijenos vijesti, preusmjerena je s Morsea na Teletype, dopuštajući time AP-ovom izvješću vijesti 60 riječi u minuti.

- 1936. AP Wirephoto (u prijevodu fotožica), prva svjetska služba za fotografije omogućava novinskim redakcijama da prime sliku onog dana kada je uslikana, umjesto poštom kao prije. Prva slika poslana žicom bila je avionska nesreća u New Yorku.

- 1939. AP započinje godišnji izbor sportskih pisaca, prvo Top 10, zatim Top 25 pisaca.

- 1941. Louis P. Lochner, šef ureda u Berlinu, dobiva Pulitzerovu nagradu za svoje izvještavanje iz Nacističke Njemačke. U prosincu 1941. nacisti ga zatvaraju, a kasnije biva zamijenjen za njemačke zatvorenike.

- 1942. Pod vodstvom Olivera S. Gramlinga (1904. – 1992.), AP-ova radio žica lansirana je 1. travnja, te time ulazi u povijest emitiranja. Njemačka objavljuje rat SAD-u, a dopisnici bivaju stavljeni pod kućni pritvor. Rudolph Josten, njemački zaposlenik u AP-u, zapisuje ovu priču citirajući Njemački ured za strance: « Američki novinari za vas više ne postoje!»

Hal Boyle (1911. – 1974.), urednik u New Yorku, poslan je da izvještava o kampanjama u Drugom svjetskom ratu. Dobio je Pulitzerovu nagradu za izvještavanje 1945., a do umirovljenja 1974. napisao je 7 680 kolumni.
- 1944. D-DAY AP šalje 18 novinara i fotografa da izvještavaju o invaziji na Normandiju. Grupa je uključivala Ruth Cowan iz Washingtona, dodijeljenu Američkoj bolnici sa zadatkom da piše o ranjenima, i Barbaru Wace iz Londona koja je na ulicama tražila britanske reakcije, a kasnije je pisala o vojnim operacijama u Francuskoj.

- 1945. AP-ov dopisnik iz rata Joe Morton je pogubljen, zajedno s 9 američkih i 4 britanska časnika. Pogubili su ih nacisti u koncentracionom logoru Mauthausen. Morton je bio jedini novinar kojeg su nacisti pogubili tijekom Drugog svjetskog rata.

AP-ov fotograf iz rata Joe Rosenthal fotografira Marince kako podižu zastavu SAD-a na brdu Mount Suribachi na otoku Iwo Jima. Ta je slika osvojila Pulitzera i mnogi smatraju kako je baš ona najslavnija slika 20. stoljeća.
- 1946. Osnovana je AP-ova podružnica, German News Service, ili u prijevodu Njemačka služba vijesti, sa sjedištem u Frankfurtu. AP je pomogao njemačkim medijima da se ponovno izgrade u post ratnim godinama.

- 1950. Leonard Kirschen, AP-ov dopisnik iz Bukurešta, biva uhićen i zatvoren od rumunjskih komunističkih vlasti. Odslužio je 10 od 25 godina kazne za navodno špijuniranje. Oslobođen je 1960.

AP-ovog fotografa,  Franka  «Pappy» Noela, uhvatili su komunističi vojnici Sjeverne Koreje tijekom Korejskog rata. U zatvoreništvu je uspio snimiti ekskluzivne fotografije ostalih zatvorenika u POW logoru za što je dobio Pulitzerovu nagradu. Oslobođen je u kolovozu 1953.

### Razdoblje od 1951. do danas
Novi mediji jačaju kooperativu
- 1951. William N. Oatis, šef AP-ovog ureda u Pragu je optužen za špijunažu u Čehoslovačkoj i zatvoren na 28 mjeseci. Pušten je u svibnju 1953.

AP lansira prvi automatski slagaći stroj na daljinsko upravljanje (TTS) kojim upravlja novinska služba. Priče se šalju prvo brzinom od 53 riječi u minuti, zatim od 66 riječi u minuti. Osnovana je i Radio Photo Service, tj. foto služba za Latinsku Ameriku s prvim pretplatnikom u Čileu. Ova je služba poboljšala kvalitetu i skratila vrijeme potrebno da slika od fotografa stigne do novina. 
- 1956. Hugh Mulligan počinje raditi u New York's Newsfeatures Department.

- 1960. Lloyd Stratton odlazi u mirovinu s posla pomoćnog generalnog direktora,a zamjanjuje ga Stanley M. Swinton

- 1962. AP povezuje žice za vijesti TTS-a po prvi put tako da svaki član TTS-a u SAD-u simultano prima izvješća Johna Glenna s njegovog povijesnog orbitralnog leta oko Zemlje.

- 1963. Burzovni izvještaji su kompjuterizirani, zamijenjeni na ručno tipkanje, dok je brzina riječi sa 66 povećana na 1 200 riječi u minuti.

- 1966. Osnovana AP Puerto Rico služba u veljači

- 1967. Koristeći satelite, AP po prvi put odašilje nove fotografije između Honolulua i Londona. Najšire objavljena slika je iz Honolulua, a prikazuje švedsko okrunjenje princa Carla Gustafa na plaži u Waikikiju.

- 1969. Čovjek na Mjesecu. AP šalje 70 urednika, reportera, fotoreportera, operatera i tehničara u Houston i Cape Kennedy da zauvijek dokumentiraju veliki korak za čovječanstvo Neila Armstronga.

Kubanska vlada Fidela Castra naređuje da se AP-ov ured u Havani zatvori. 
- 1970. AP ulazi u doba elektronskih vijesti kada je poslana kopija iz računala u Columbiji na glavno računalo u Atlanti, te automatski vraćena u Južnu Karolinu emitacijskom žicom.

- 1972. U široku uporabu dolaze računala koja se sada koriste za pisanje, uređivanje i slanje priča, zamjenjujući tako telepisače i TTS-ove.

- 1974. Associated Press Radio kreće u program uživo kada Tom Martin pokreće prve vijesti iz etera, «The Top Story at the Top of the Hour», ili u prijevodu, prava priča u pravo vrijeme.

- 1975. Kada su konunisti zauzeli Saigon, George Esper bio je jedan od trojice AP-ovih zaposlenika koji je ostao dok i posljednji Amerikanac nije evakuiran iz Vijetnama. AP-ova žica u Saigonu je uništena, ali Esper uspijeva poslati svoju priču telefonom.

- 1976. Keith Fuller postaje generalni direktor AP-a. AP uvodi LaserPhoto i prve laserski skenirane slike, donoseći novu, veću kvalitetu slika za novine. Revolucionarna tehnologija koristi za izradu slika toplinu umjesto kemije, i laserski izvor svijetla umjesto starog sistema s lampama.

AP-ov ured na Srednjem Istoku biva premješten iz Beiruta na Cipar, zbog bješnjenja Libanonskog građanskog rata.
Ured u Parizu također se kompjuterizira. 
- 1977. AP izdaje knjigu o modernom novinarstvu, nazvanu Stylebook, koja pruža osnovne okosnice pisanja u novinama. Ta knjiga postaje «biblija novinarstva» i prodaje se u više od milijun kopija tijekom zadnjih 20 godina.

- 1979. AP je prva novinska organizacija koja uvodi «elektronsku tamnu komoru», računalo koje ne samo da odašilje fotografije, nego se može nositi i s mnogim zadacima koje obavlja konvencionalana kemijska tamna komora, na primjer podešavanje svjetlosti i kontrasta.

- 1981. AP-ov specijalni dopisnik Saul Pett piše priču od 8 500 riječi o birokraciji američke vlade. Za to je dobio Pulitzerovu nagradu.

- 1982. AP osniva prvu satelitsku mrežu za fotografije u boji uz pomoć LaserPhoto II, poboljšavajući tako brzinu i kvalitetu AP-ovih fotografija. Time označava kraj analognog prenošenja preko telefonskih linija, tehnologije koju je stvorio Wirephoto.

- 1984. AP postaje prva novinska organizacija koja posjeduje satelitski prijamnik.

- 1985. Terryja Andersona, AP-ovog glavnog dopisnika sa Srednjeg Istoka, su oteli Islamski militanti iz Bejruta. Trebao je biti zatvoren na 6 godina, no oslobođen je nakon 8 mjeseci što ga čini najduže zatvorenog i posljednje oslobođenog američkog zatvorenika na Srednjem Istoku.

- 1986. Ap-ovi radio dopisnici Bob Moon i Dick Uliano pet su sati uživo izvještavali nakon što je svemirska letjelica Challenger eksplodirala, ubivši šest astronauta i školsku učiteljicu Christu McAuliffe.

- 1987. AP u svoje poslovanje uvodi PhotoStream, dostavnu mrežu velike brzine koja koristi satelitsko kruženje i digitalnu tehnologiju. 1990. AP počinje dostavljati fotografije putem satelita.

- 1989. Nekolicine AP-ovih novinskih i uredničkih ekipa izvještavala je i pisala «Guardians of the Elderly», u prijevodu Vodič za starije, istraživačku seriju u šest dijelova o starijim Amerikancima koja je za rezultat dobila državne zakonodavne akcije i urodila plodom.

- 1990. AP ponovno otvara ured u rumunjskom Bukureštu nakon što je srušen sovjetski komunizam u Istočnoj Europi.

- 1991. Šireći se tim dijelom Europe, AP otvara još jedan ured u glavnom gradu Bugarske, Sofiji.

AP uvodi satelitsku dostavu vijesti i fotografija u Latinsku Ameriku. 
- 1992. AP dobiva Pulitzerovu nagradu za seriju slika koja pokazuje brutalno ubojstvo čovjeka za kojeg se vjerovalo da je Zulu Inkatha iz Južne Afrike. Ovo je prva od šest Pulitzera u sedam godina koju su dobili AP-ovi fotografi u razdoblju od 1991. do 1997.

AP lansira u javnost GraphicsBank, prvu online arhivu grafike za televizijske informacijske programe.
Nakon nasilnog raspada Jugoslavije, AP otvara ured i u Zagrebu.
Terry Anderson biva oslobođen iz zatočeništva u Bejrutu i vraća se u New York.
Satelitska služba postavljena je i u Europi. 
- 1993. AP zatvara svoj ured u Istočnom Berlinu, sjedištu Istočnonjemačkog komunističkog režima prije pada Berlinskog zida.

- 1994. AP-ov ured otvara se i u ratom razrušenom glavnom gradu Bosne, Sarajevu.

- 1996. AP uvodi AP News Camera 2000, prvu iz serije digitalnih kamera bez filmova dizajniranu baš za fotonovinare.

Osnovana je APTV, globalna videoagencija za prikupljanje vijesti. Do 1998. APTV sa svojim sportskim dodatkom SNTV, ima 210 pretplatnika. 
- 1997. AP prati veliki događaj, Super Bowl, bez filma koristeći samo digitalne kamere.

AP proizvodi novi kompjuterski sistem za British Broadcasting Corp. koji kombinira tekst, audio i video nazvan Electronic News Production System (ENPS), što bi u prijevodu značilo sistem za proizvodnju elektroničkih vijesti.
Iste godine AP lansira i The WIRE (žicu), odnosno online službu vijesti koja kombinira tekst, fotografije, te audio i video vijesti.
Satelit uveden u Afriku. 
- 1999. Kubanski diktator Fidel Castro, koji je prije 30 godina naredio njegovo zatvaranje, dopušta AP-u ponovno otvaranje ureda u Havani.

Tijekom 50 godina operacija, AP-ov ured u Bonnu je zatvoren, a zaposlenici su premješteni u Berlin. 
2001. AP-ov Njemački kontrolni ured se iz Frankfurta vraća u Berlin nakon 53 godine izbivanja. Frankfurt ostaje stožer Njemačke službe AP-a i poslovnih operacija. 
- 2003. Otvara se ured u glavnom gradu Uzbekistana, Tashkentu.

Iste godine Louis D. Boccardi odlazi u mirovinu s dužnosti predsjednika nakon 18 godina. Naslijedio ga je Thomas Curley, bivši predsjednik i izdavač u USA Today, koji započinje razdoblje modernizacije i početak digitalne ere u prenošenju vijesti.